# Basilique Saint-Mathurin de Larchant
La basilique Saint-Mathurin de Larchant est une église catholique située à Larchant (Seine-et-Marne), en France. Bien que l'église soit communément appelée basilique, elle n'a pas été désignée comme telle par le pape et n'est donc pas une basilique selon les règles de l'Église. L'édifice est classé au titre des monuments historiques en 1846.

## Historique

### La légende de saint Mathurin
L'église est dédiée à saint Mathurin, que la légende fait naître à Larchant, à la fin du IIIe siècle. Un manuscrit du Xe siècle donne le récit légendaire de sa vie, qui est repris tout au long du Moyen Âge : Mathurin avait été instruit dans la religion catholique par l'évêque Polycarpe. Il fut ordonné prêtre à l'âge de vingt ans. Rome était alors frappée de maux divers et la fille de l'empereur romain Maximien Hercule fut tourmentée par le démon qui, lui-même, se mit à crier qu'il fallait faire venir de Gaule, pour le chasser, un serviteur du Christ nommé Mathurin.
Arrivé à Rome, Mathurin guérit les malades qui s'étaient portés à sa rencontre et sauva la belle-fille de l'empereur, Théodora. Il resta trois ans à Rome, accomplissant de nombreux miracles et y mourut le jour des Calendes de novembre (le 1er novembre) en demandant que son corps fût ramené dans son village natal. L'empereur donna une escorte et ordonna que le corps de Mathurin fût ramené à Larchant. Sur son tombeau, de nombreux miracles se produisirent et furent à l'origine d'un pèlerinage très important au Moyen Âge.
En 1601, un exorcisme en latin, breton, espagnol et anglais, se déroulant pendant six semaines dans l'église même, fait découvrir l'identité d'un esprit mauvais nommé Astaroth possédant un baptisé prénommé Mathurin qui, lors de son interrogatoire, enjoint au démon de reconnaître les reliques de saint Mathurin et de ses parents que le curé lui présente, puis de révéler que saint Mathurin l'a empêché de sortir du possédé, le contraignant ainsi à avouer que c'est lui, Astaroth, qui a généré des idées poussant ce possédé au désespoir et l'incitant au suicide, le démon ayant toutefois refusé de donner la signification de son nom.

### La donation au chapitre de la cathédrale Notre-Dame de Paris
Élisabeth Le Riche, fille de Lisiard Le Riche, reçoit Larchant en héritage de son père vers 950. Au début du XIe siècle, en accord avec son fils Renaud de Vendôme, évêque de Paris, elle donne Larchant au chapitre de la cathédrale Notre-Dame de Paris. Le destin de Larchant et son église est alors lié jusqu'à la Révolution française en 1789 au chapitre de chanoines de Notre-Dame de Paris. Devenu seigneur de Larchant, le chapitre y a un rôle primordial, notamment par rapport à l'église, siège d'un très important pèlerinage sur le tombeau de saint Mathurin.

### Le pèlerinage sur le tombeau de saint Mathurin
Ce pèlerinage se développa au Moyen Âge et, en 1324, était si florissant que les chanoines utilisèrent une partie des offrandes pour subvenir aux besoins des clercs de Notre-Dame de Paris. Le renom de Larchant se développa au cours du Moyen Âge, et on trouve la mention de Larchant et de saint Mathurin dans plusieurs chansons de geste.
La foule des pèlerins rendit nécessaire la construction d'une plus grande église, celle que l'on voit aujourd'hui. L'apogée du pèlerinage culmina vers la fin du Moyen Âge, à partir du XIIe siècle. On venait demander l'intercession de saint Mathurin pour la guérison des fous et des possédés. 
L'ancienne route du Midi passait à côté du village et de nombreux pèlerins de Saint-Jacques-de-Compostelle s'arrêtaient auprès des reliques du saint. 
Plusieurs rois vinrent en pèlerinage à Larchant : Charles IV le Bel en 1325, Louis XI en 1467, Charles VIII en 1486, François 1er en 1519 et 1541, Henri II en 1551, Henri III en 1587 et Henri IV en 1599.
Le pèlerinage disparut après la Révolution française et quelques prêtres et fidèles tentèrent de le faire revivre au début du XXe siècle. La tradition fut reprise après la guerre de 1914 et, de nos jours, une cérémonie se déroule le lundi de Pentecôte pour honorer saint Mathurin.

## Vicissitudes matérielles
Cette église eut à subir de nombreuses vicissitudes au cours de siècles, dégâts des troupes armées, ouragans, tempêtes. Des dégradations irrémédiables eurent lieu durant les guerres de religion. Le chevalier du Boulay pilla les reliques en octobre 1567 et le comte de Pembroke incendia l'église et le village en 1568, laissant l'église en partie dans l'état où nous la voyons aujourd'hui. Le désastre final intervint le 25 septembre 1675, par l'écroulement du pilier nord-ouest de la grande tour, qui entraîna la ruine d'une partie de la nef.
Des travaux de restauration furent effectués dans l'urgence et sans grand soin au cours du XIXe siècle, afin de permettre la réouverture de l'église au culte. L'église fut classée Monument historique par Prosper Mérimée au milieu du XIXe siècle. Une grande campagne de restauration eut lieu au début du XXe siècle, sous la direction de l'architecte Albert Bray. Au début des années 1980, une nouvelle campagne de restauration de l'église fut engagée, sous l'impulsion de l'Association Culturelle de Larchant et l'appui des structures officielles, État, région, département et commune.

## Architecture
Cette basilique est l'un des joyaux de l'architecture gothique d'Île-de-France. Les travaux durèrent un peu plus de trois siècles, de la fin du XIIe siècle au début du XVIe siècle. Les dimensions de l'édifice sont impressionnantes : longueur intérieure totale (y compris la nef ruinée) : 57 mètres, longueur du transept : 29 mètres, hauteur des voûtes : 18 mètres, hauteur de la tour : 50 mètres. On pénètre dans l'église par les portes latérales du transept. Le chœur est composé d'une seule travée, dans le prolongement de l'abside sur un plan semi-circulaire. L'intérieur était éclairé à l'origine par deux rangs de hautes et larges baies, encadrées d'archivoltes moulurées retombant sur des colonnettes. Les façades du transept sont éclairées chacune par un triplet de hautes fenêtres.
À l'extérieur, l'abside présente de robustes contreforts qui donnent la stabilité à l'ensemble et permettent la mise en œuvre de la technique dite du « mur mince » qui donne cette très grande élégance à l'intérieur du monument. Cette puissante architecture a été modifiée dès le XVe siècle lorsqu'on édifia, de part et d'autre, la chapelle de la Vierge et la sacristie. La chapelle de la Vierge Marie, de plan polygonal, présente de hautes fenêtres ornées de gables qui supportaient autrefois des statues. La présence de pinacles ornés et de gargouilles montrent que l'on a quitté la sobriété du premier gothique qui caractérise l'abside.
La nef s'ouvre par un portail, maintenant très abîmé, qui constituait l'entrée primitive de l'église, avant l'édification de la grande tour. On décida de construire la grande tour-clocher dès le début du XIIIe siècle mais son édification ne se termina qu'au XVe siècle. Le rez-de-chaussée de la tour est un porche ouvert sur trois côtés. Il est formé d'énormes piliers supportant les arcs de la voûte, aujourd'hui disparue. Au-dessus s'élèvent les trois étages de la tour. Les deux façades nord et est sont intactes, celle de l'ouest est ruinée et celle du sud s'est complètement effondrée. Sous le porche s'ouvre le portail du Jugement dernier, qui présente des analogies avec des portails de Notre-Dame de Paris.

## Galerie

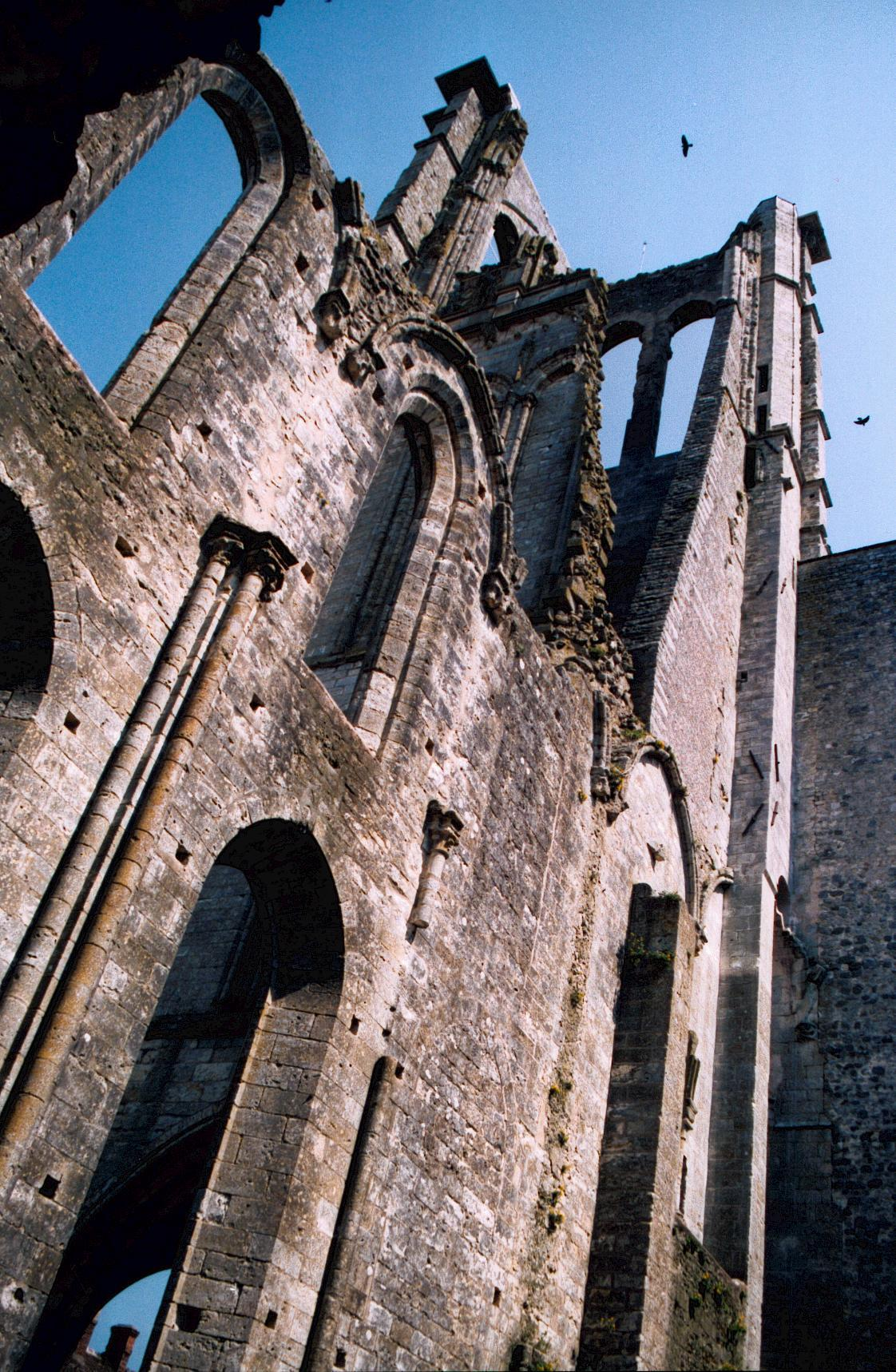
Église Saint-Mathurin.
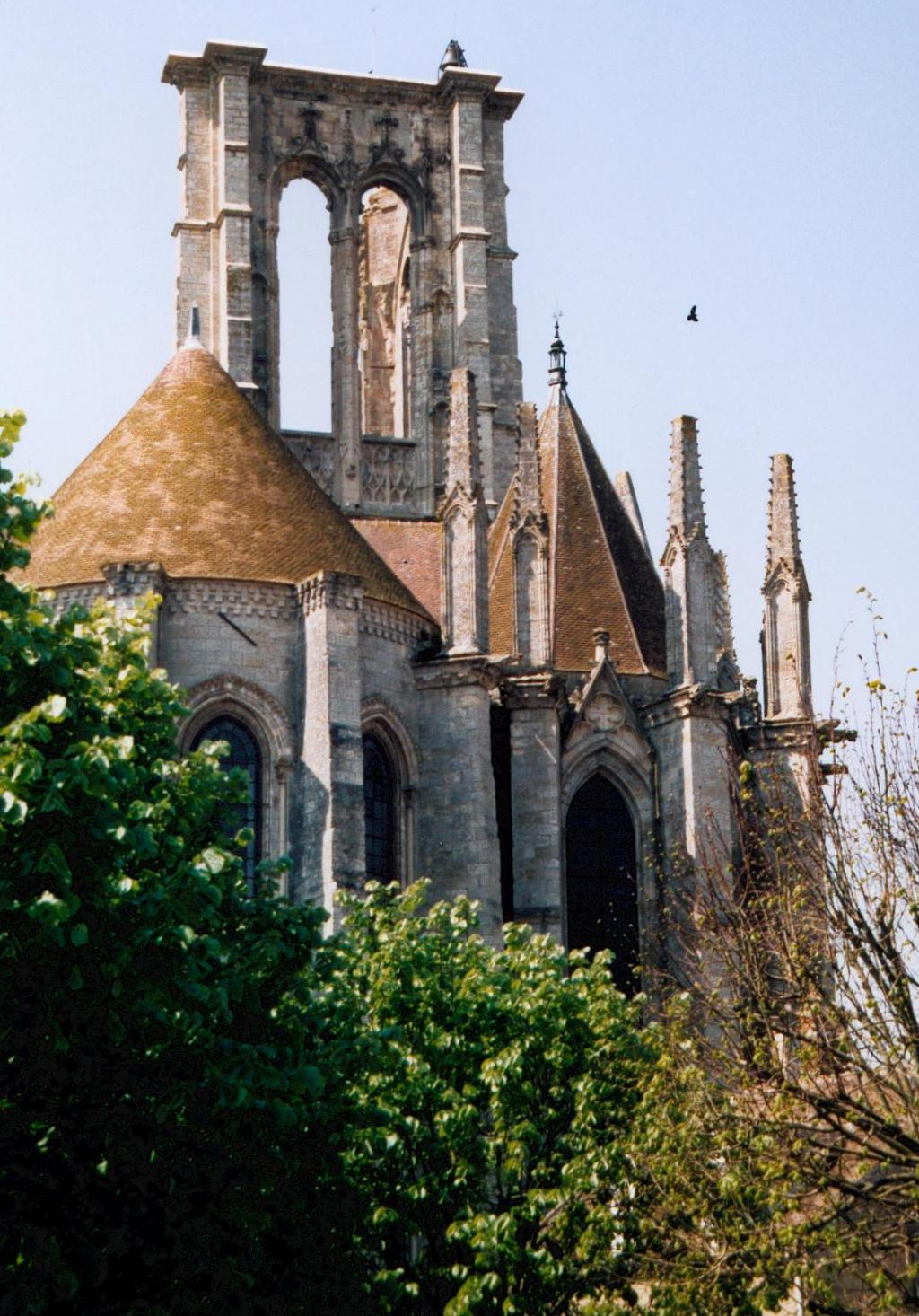
Église Saint-Mathurin.
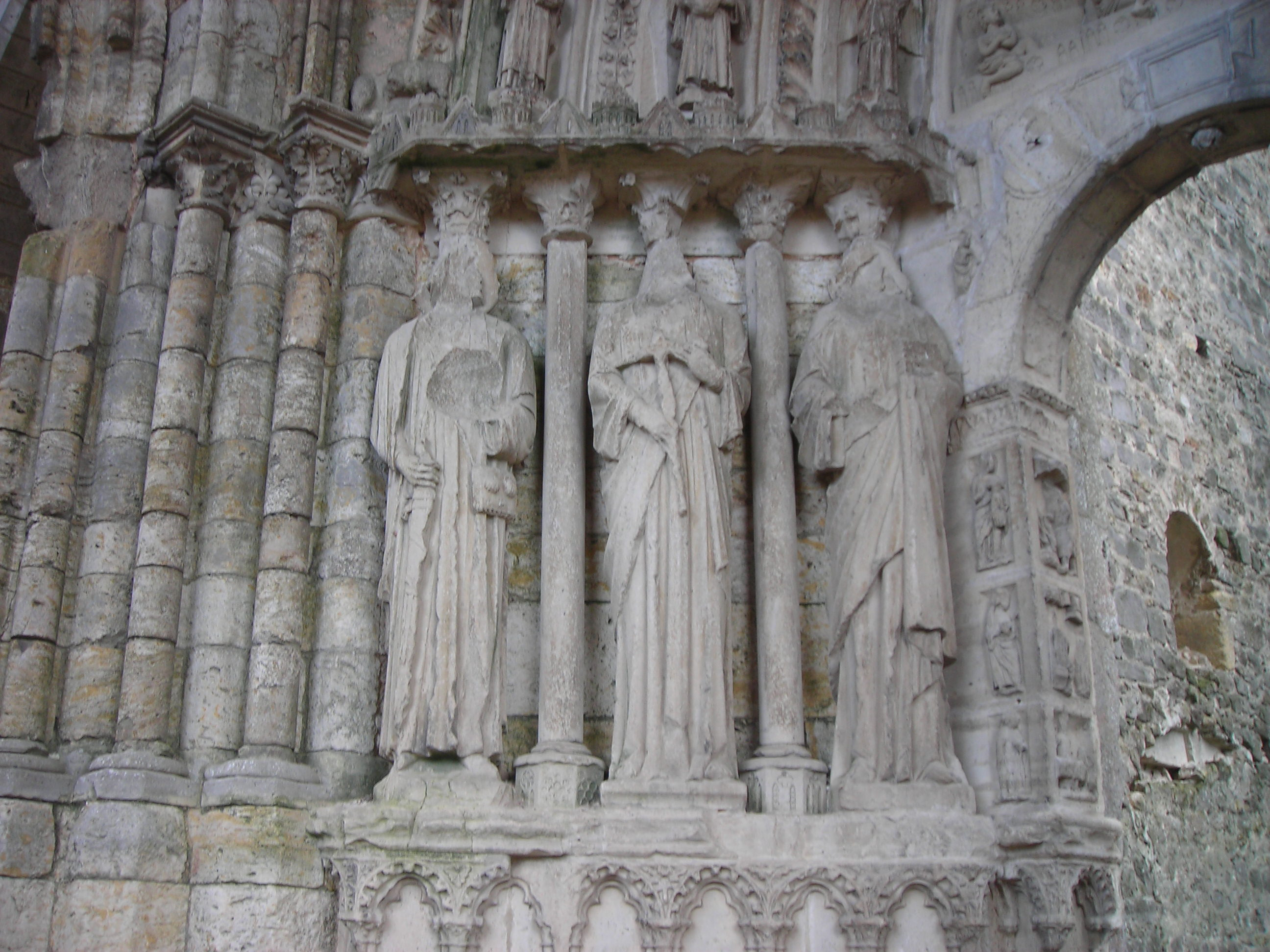
Détail du portail nord de l'église.
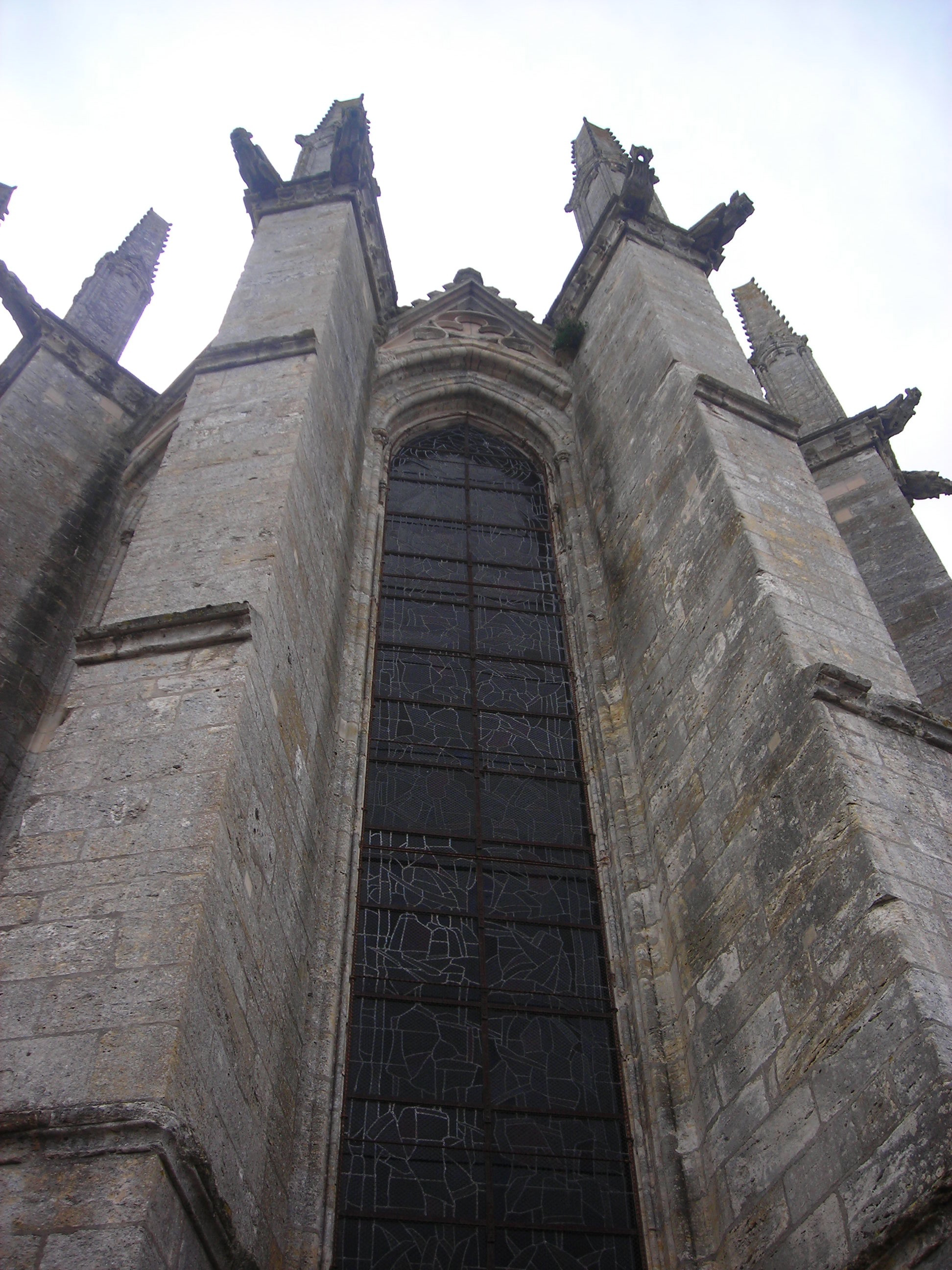
Chevet de l'église.
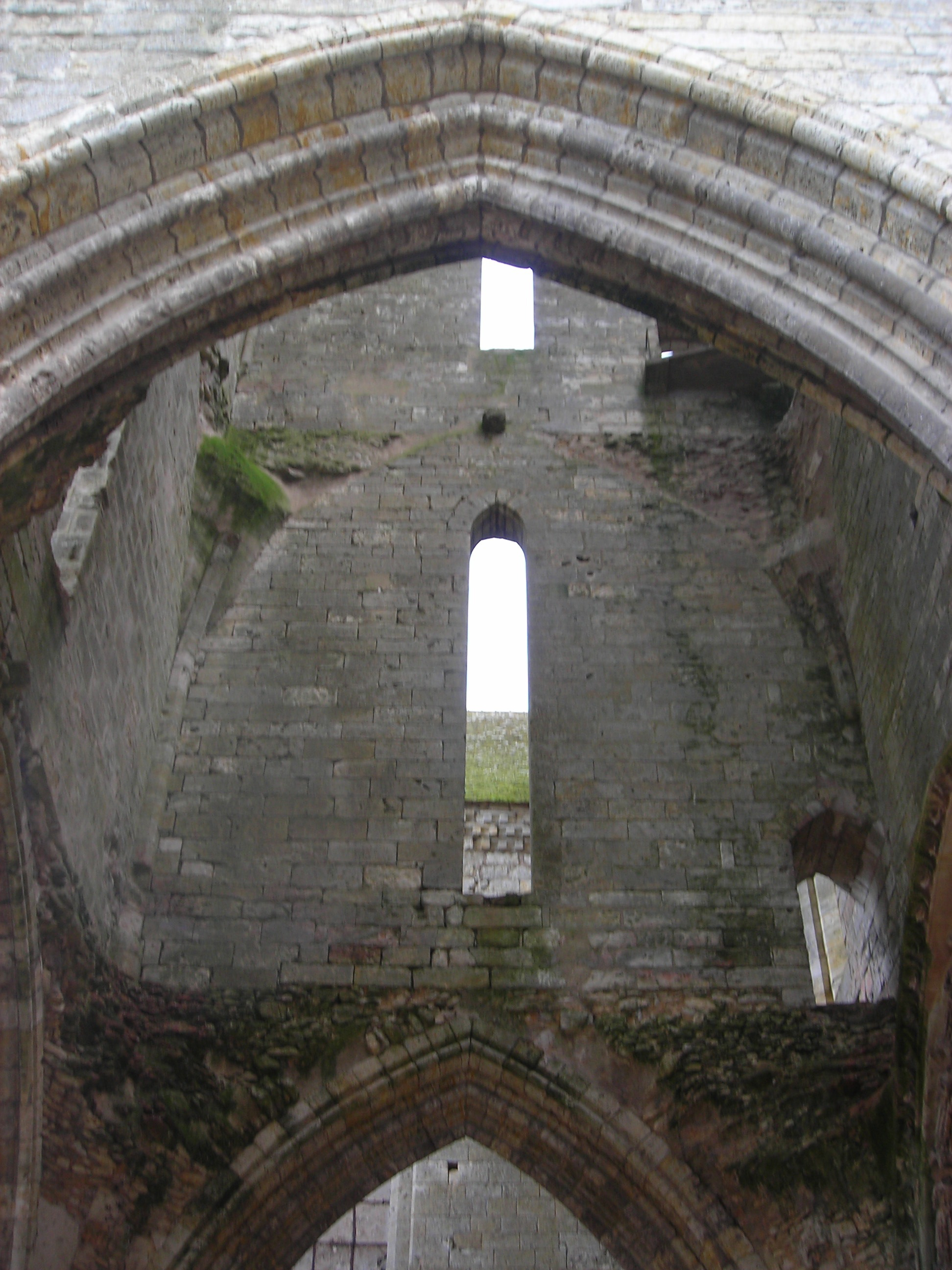
Vue intérieure du clocher sinistré.
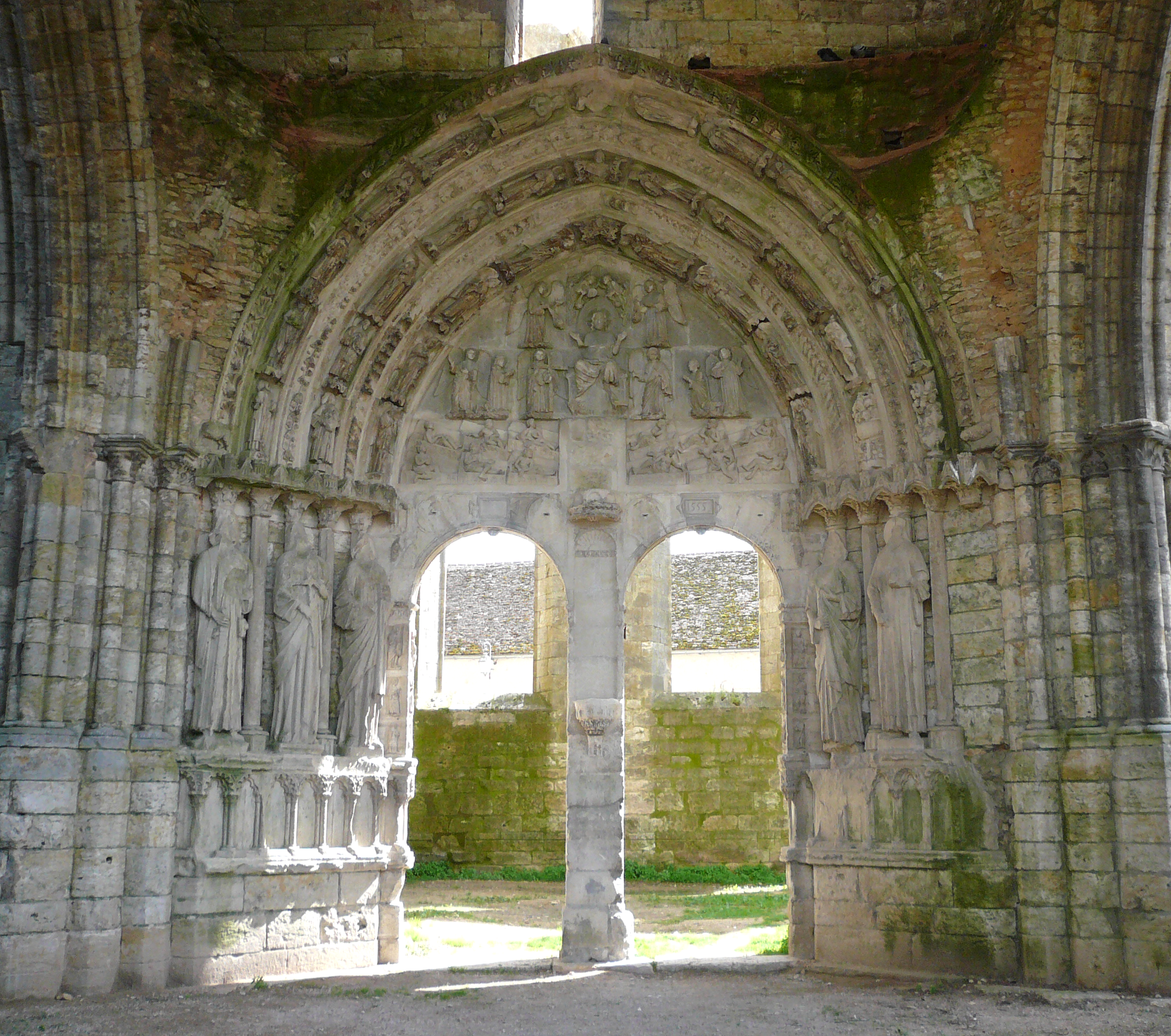
Autre vue du portail nord.
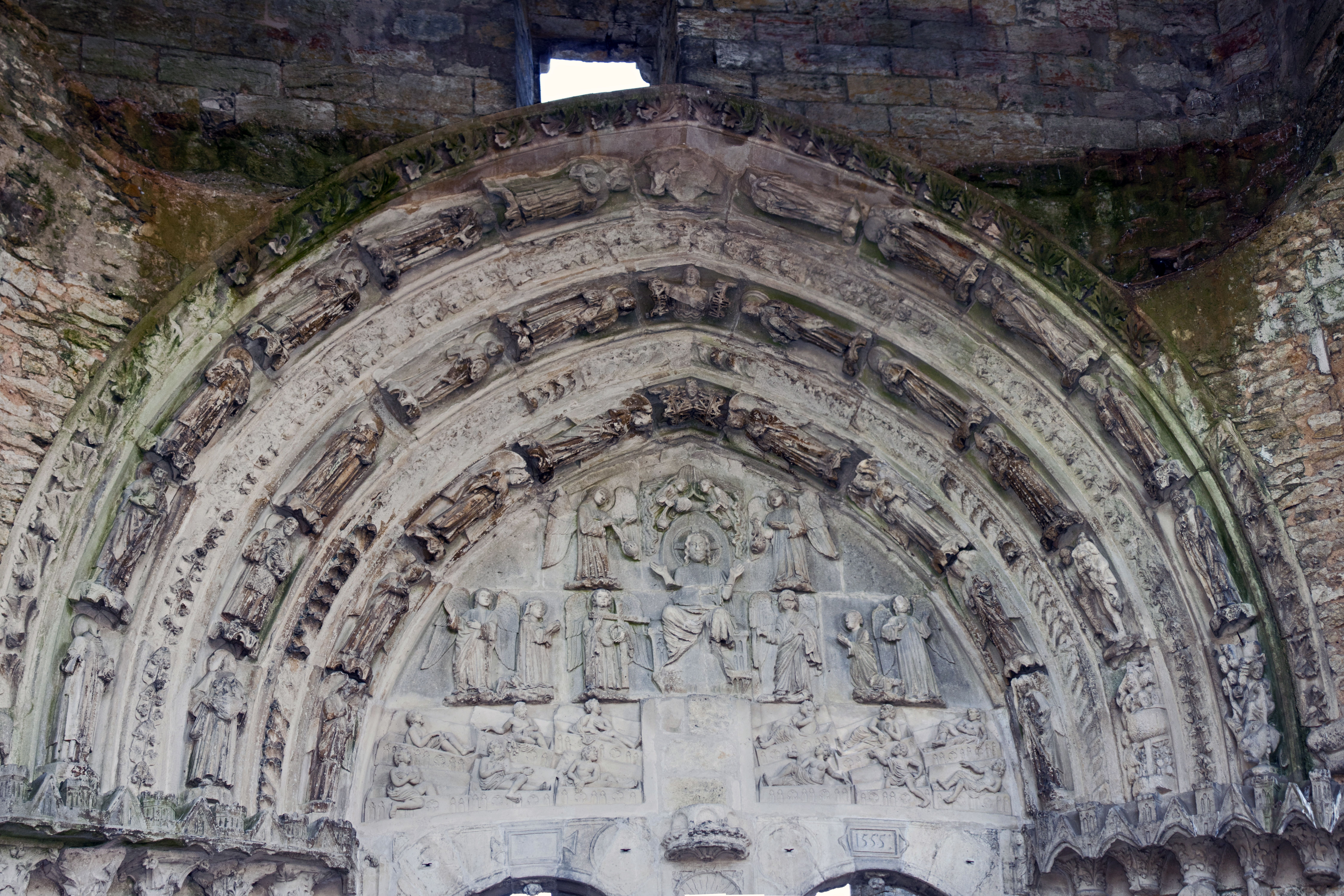
Portail du Jugement dernier.

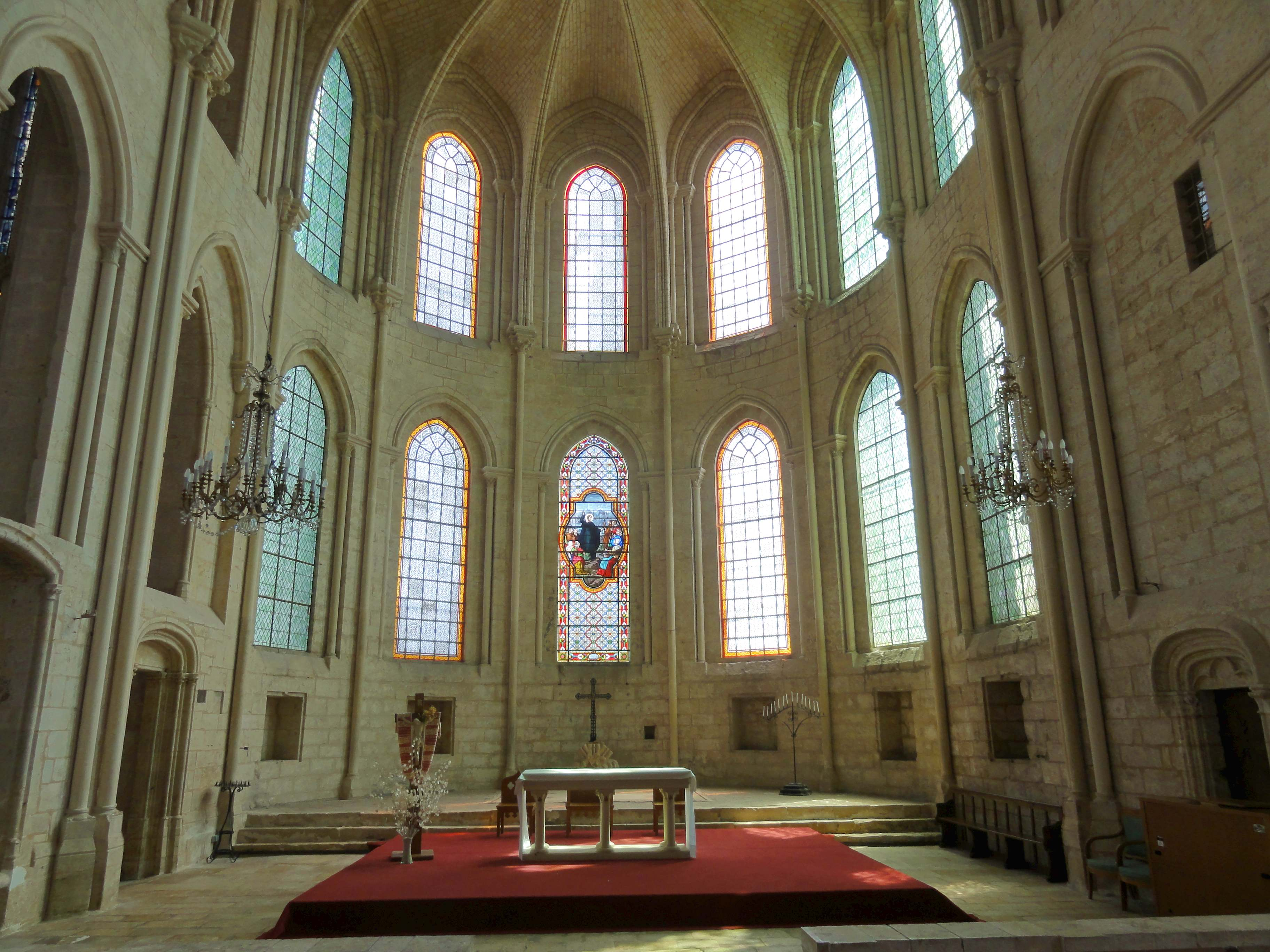
Chœur de l'église.
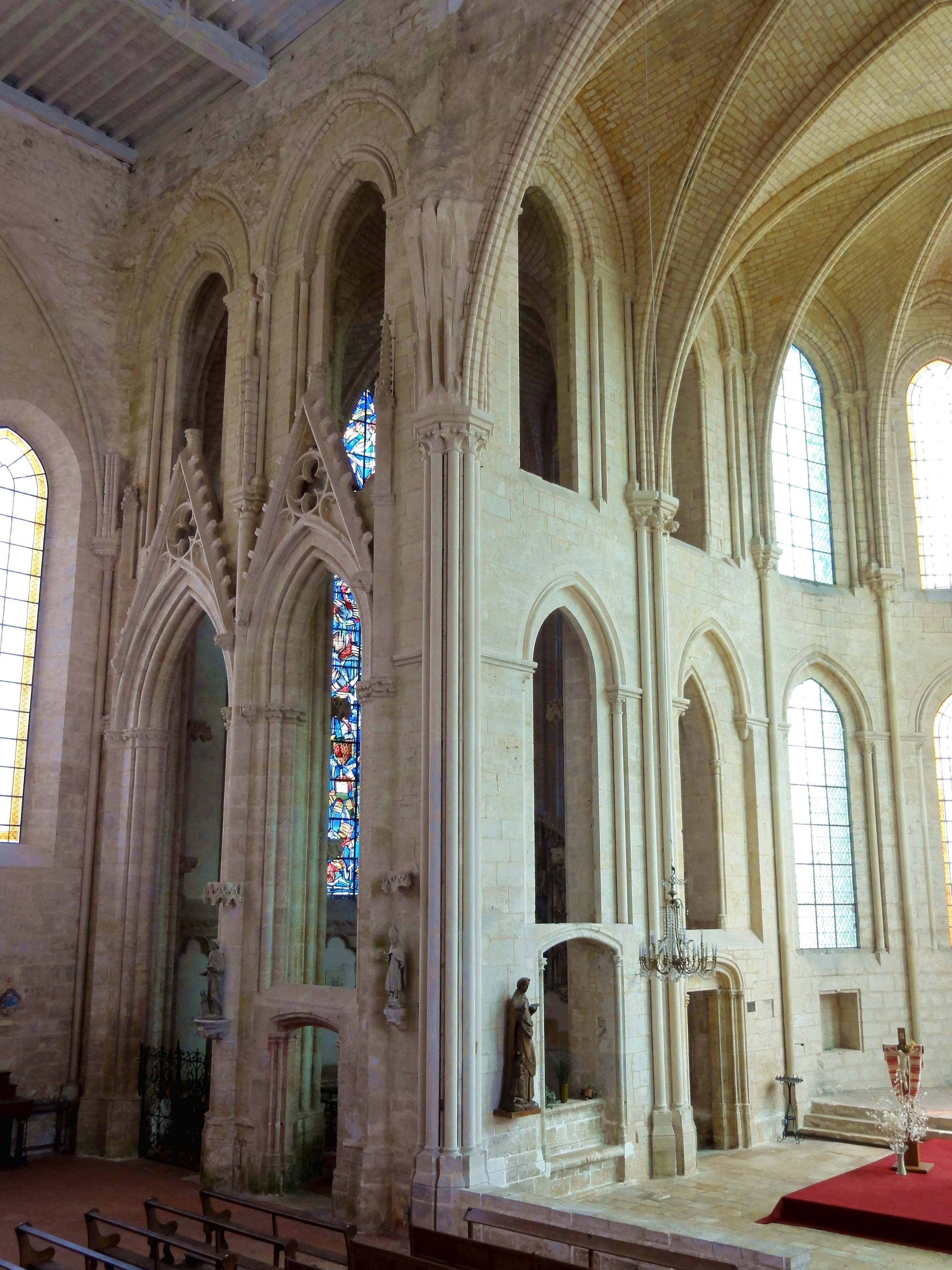
Croisée vers le nord-est.
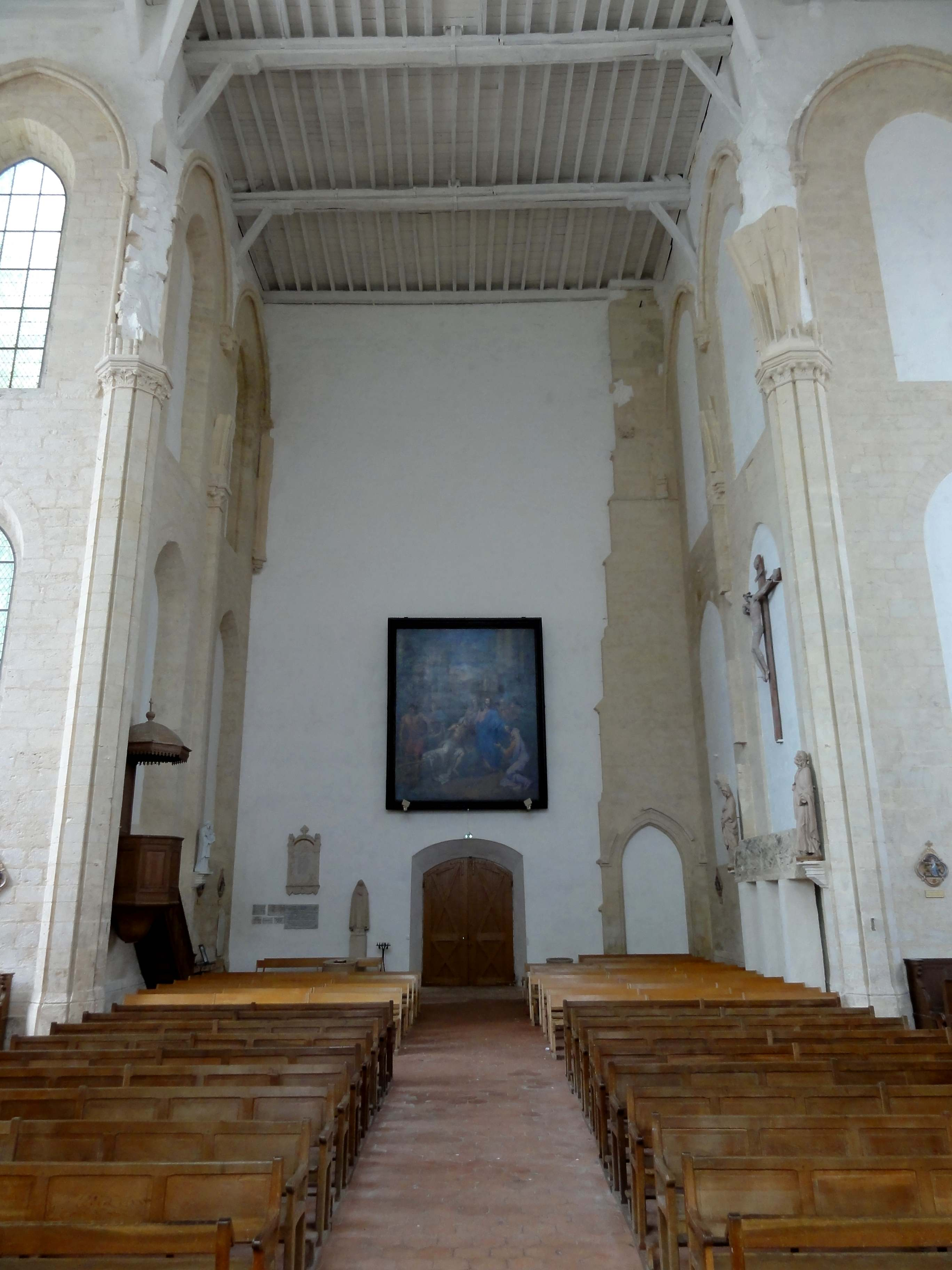
La nef vers l'entrée.
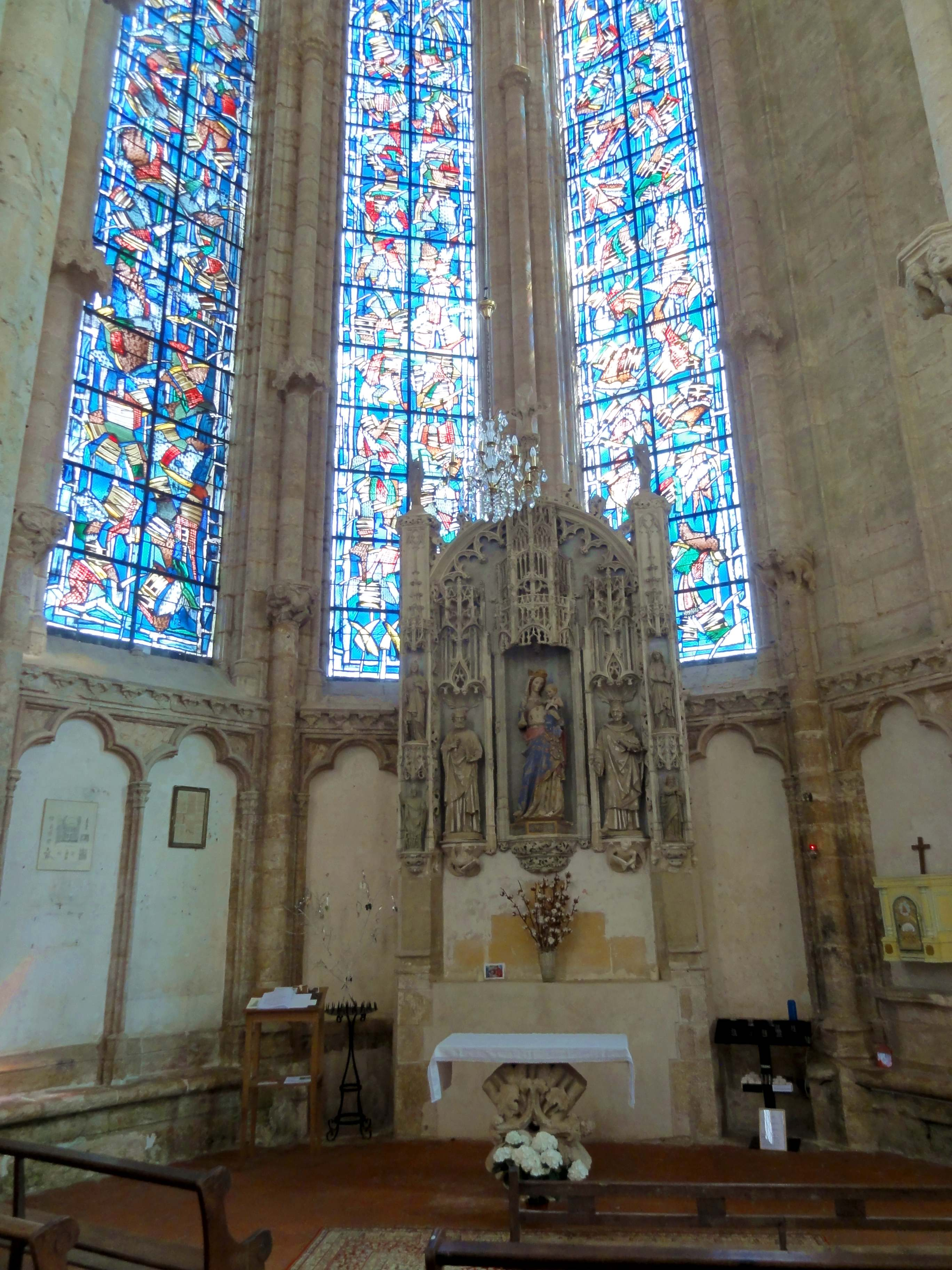
Chapelle de la Vierge.
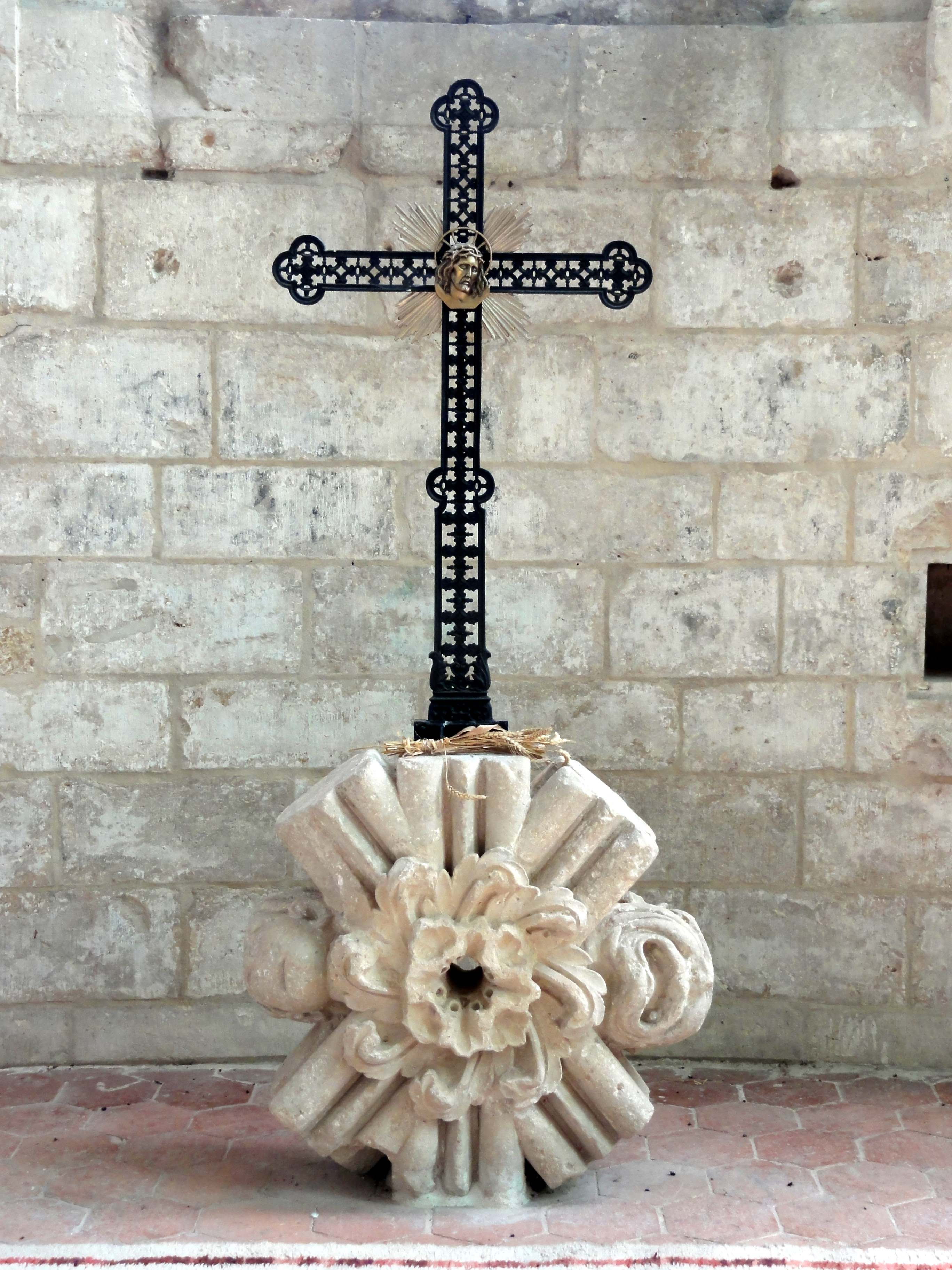
Clé de voûte et crucifix.
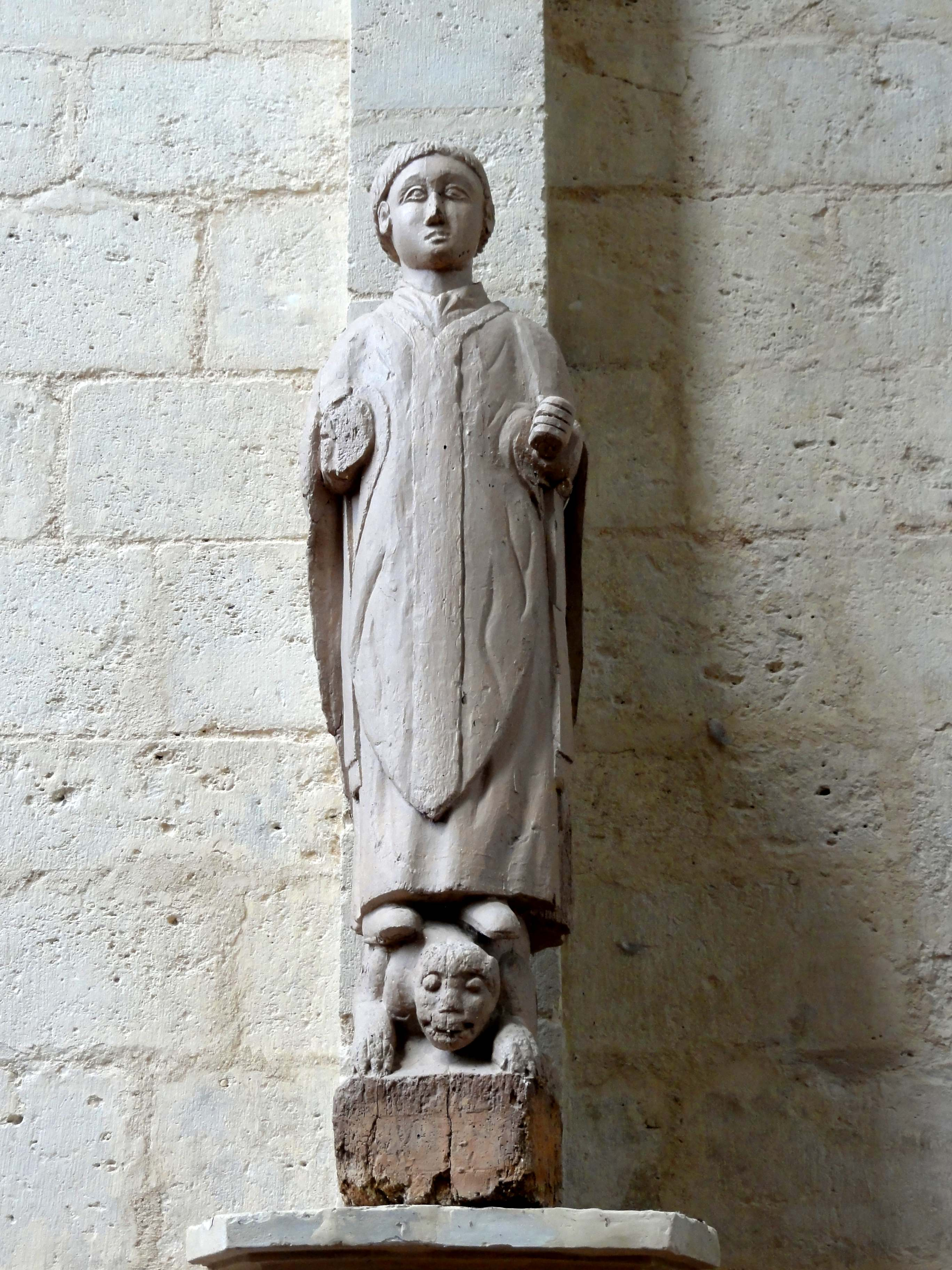
Statue mutilée de saint Mathurin (XIIIe siècle).
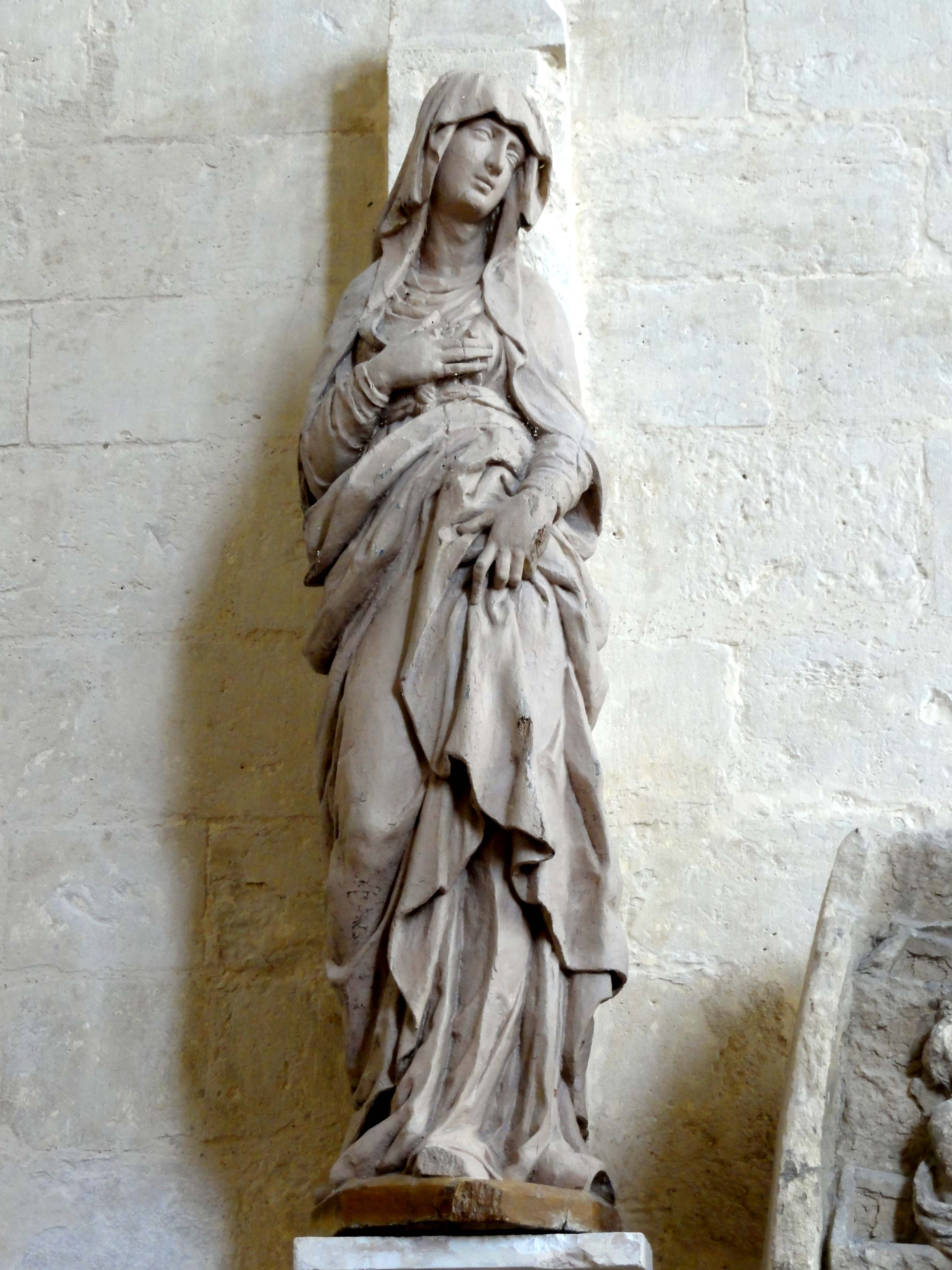
Vierge de Douleur.